# Phlyctimantis
Phlyctimantis é um gênero de anfíbios da família Hyperoliidae.
As seguintes espécies são reconhecidas:
- Phlyctimantis boulengeri Perret, 1986
- Phlyctimantis keithae Schiøtz, 1975
- Phlyctimantis leonardi (Boulenger, 1906)
- Phlyctimantis verrucosus (Boulenger, 1912)